# Wiwilí de Jinotega
Wiwilí de Jinotega es un municipio del departamento de Jinotega en la República de Nicaragua. Fundado en 1989.  
El pueblo de Wiwilí es la cabecera municipal.

## Geografía
Wiwilí de Jinotega se encuentra ubicado a una distancia de 96.9 kilómetros de la ciudad de Jinotega por la carretera NIC-43, y a 238 kilómetros de la capital de Managua.
- Altitud: 296 m s. n. m.
- Superficie: 2,370 km²
- Latitud: 13° 37′ 0″ N
- Longitud: 85° 49′ 60″ O.

### Límites
Limita al norte con la República de Honduras, al sur con los municipios de Santa María de Pantasma y El Cuá, al este con el municipio de San José de Bocay y al oeste con el municipio de Wiwilí.
Su región es montañosa y es regada por el curso navegable del río Coco.

## Historia
La formación del pueblo data de los años 1930 del siglo XIX, cuando se dio el auge de la recolección de hule (caucho), que estuvo a cargo de compañías extranjeras que contrataban mano de obra temporal; posteriormente los trabajadores fueron contratados de forma permanente hasta que formaron comunidades, lo mismo ocurrió con los trabajadores de las minas y la explotación forestal.
En 1989 por un error histórico debido al conflicto militar y porque era más fácil atenderlo por la VI Región Militar, se anexó al departamento de Jinotega; más tarde, por razones de facilidad de acceso para los habitantes de ambos lados del río, fue dividido en dos municipios de igual nombre pero administrativamente pertenecientes a Nueva Segovia el lado oeste y al departamento de Jinotega el lado este.

## Demografía
Wiwilí de Jinotega tiene una población actual de 77,893 habitantes. De la población total, el 50.7% son hombres y el 49.3% son mujeres. Casi el 19.4% de la población vive en la zona urbana.

## Naturaleza y clima
Según la clasificación climática de Köppen, el municipio tiene un clima tropical de sabana. 
Con una precipitación anual que oscila entre los 1200 y 2000 mm, la temperatura anual varía entre los 24 a 25 °C. La estación lluviosa dura aproximadamente 8 meses, de mayo a diciembre y la estación seca de enero a abril.
El crepúsculo civil matutino o amanecer se presenta más temprano a las 4:53 a. m. del 29 de mayo al 9 de junio y del 21 al 31 de enero se presenta más tarde a las 5:49 a. m. El crepúsculo civil vespertino o anochecer se presenta más temprano del 13 al 24 de noviembre a las 5:28 p. m. y del 2 al 15 de julio se presenta más tarde a las 6:29 p. m..

## Localidades
El municipio de Wiwilí de Jinotega tiene 56 comunidades rurales.

### Barrios
- Concepción Dávila
- Sector 1
- Sector 2
- Sector 3
- Los Ángeles
- Nueva Jerusalén
- Linda Vista
- El Progreso
- El Buen pastor
- Bello Horizonte
- Evenecer
- Sandino
- El Cacao Abajo
- Ciudadela
- Alexis Argüello
- Reparto Canada
- La Bujona
- La Joba 1
- La Joba 3

## Economía
La principal actividad agropecuaria está en la agricultura (café, frijol, maíz, papa, plátano, cebolla, tomate, repollo, arroz y cacao) y en la ganadería (bovina, porcina y caprina) para su comercialización.
Existen unas quince mil cabezas de ganado, cuyo producto se comercializa en otros municipios o fuera del país.

## Cultura
En la parte norte del municipio la población es de origen misquito, en la parte central y sur los habitantes son de origen mestizo. Se celebra en la región el día de la Hispanidad haciendo realce al mestizaje que se produjo después de la conquista por la corona española.